# Jean-Baptiste Lavaud
Pour les articles homonymes, voir Lavaud.
Jean-Baptiste Lavaud est un homme politique français né le 28 mai 1857 à Limoges (Haute-Vienne) et décédé le 22 juin 1918 à Paris.
Peintre sur porcelaine, militant syndical, un des fondateurs de la Confédération générale du travail (CGT), il est député de la Seine de 1910 à 1914, inscrit au groupe socialiste.

## Sources
- « Jean-Baptiste Lavaud », dans le Dictionnaire des parlementaires français (1889-1940), sous la direction de Jean Jolly, PUF, 1960 [détail de l’édition]